# ピエール・アベラール

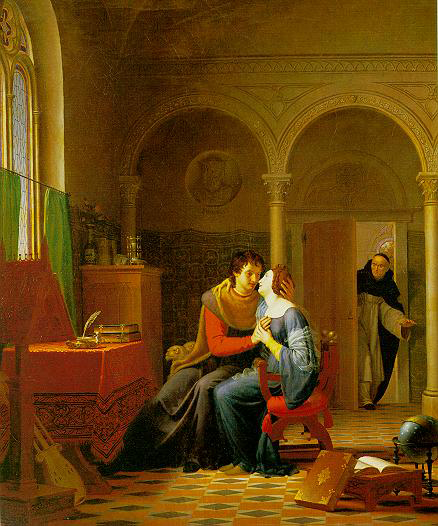
"フュルベールに驚かされるアベラールとエロイーズ", ロマン派画家ジャン・ヴィニョーによる(1819年)

ピエール・アベラール（Pierre Abélard 、1079年 - 1142年4月21日）は中世フランスの論理学者・キリスト教神学者。「唯名論」学派の創始者として知られ、後にトマス・アクィナスらによって集成されるスコラ学の基礎を築いたとされる。弟子であるアルジャントゥイユのエロイーズとのロマンスでも有名。ラテン語式のペトルス・アベラルドゥス(Petrus Abaelardus)という名前でも知られる。

## 生涯
アベラールはナントに近いパレ（Pallet）で生まれ、音声言語論者ロスケリヌス（Roscelinus 1050?-1123?）と実在論者のギヨーム・ド・シャンポー（Guillaume de Champeaux 1070?-1121）に師事、パリのノートルダム大聖堂付属学校で神学と哲学の教師となって非常な名声を博した。
1117年頃、アベラールはノートルダム大聖堂参事会員フュルベールの姪エロイーズ（1101-64）を知った。エロイーズは容貌もよく、学問に優れていたため国内でも有名であった。アベラールはエロイーズに魅力を感じ、フュルベールに住み込みの家庭教師となることを申し出た。20歳以上年の離れていた2人は熱烈な恋に陥り、やがてエロイーズは妊娠した。アベラールはエロイーズをひそかにブルターニュの妹のところに送り、そこで男の子アストロラーベ（船乗りが航海で使う天文観測器の意）が生まれた。このスキャンダルに叔父フュルベールは激怒したが、アベラールは和解を申し出て、エロイーズと秘密の結婚をした。しかし叔父が和解の条件を守らないことやエロイーズを虐待することなどから、エロイーズをアルジャントゥイユ修道院に移した。これにフュルベールは激怒し、縁者らにアベラールを襲撃させ、睾丸を切断させた。アベラールは後にこれを「罪を犯したところに罰を受けた」といっている（後出の第一書簡）。実行犯2人は捕らえられ、眼をえぐられ、陰部を切除された。この事件の後、アベラールはパリを離れてサン・ドニ修道院に移り、修道士となり、エロイーズはアルジャントゥイユ修道院の修道女になった。
アベラールは学問においては自説を決して曲げない性格であり、間違っていると思えば己の師ですら罵倒し、論破した。この性格のため、碩学であったが多くの敵対者を生んだ。サン・ドニでは当時修道院で信じられていた、修道院の創設者聖ドニ（デニス）が『使徒行伝』のアテナイのディニュシオスであるという通説を論破して修道士たちを激怒させた。この頃アベラールは『三位性と一位性について』を著し独自の三位一体解釈を行ったが、これはソワッソン公会議（1121年）で問題とされ、その教説は異端宣告を受けた。そのため、パラクレトゥス聖堂に移ると修道院付属学校を自ら開いて教え、1125年には招かれてブルターニュのサン＝ジルダ＝ド＝リュイス修道院の院長となった（のちにエロイーズはパラクレトゥス聖堂の敷地内に女子修道院を建てて院長となった。）1132年頃、エロイーズとの恋などを記した自伝的な書簡を友人あてに記した。
その後、アベラールは再びパリに戻るが、一連の普遍論争においてクレルヴォーのベルナルドゥスと対立し、サンス公会議（1140年）でも異端とされた。晩年はクリュニー修道院ですごし、サン・マルセル修道院でその生涯を閉じた。遺体はエロイーズの願いに応じてパラクレトゥスに埋葬され、1164年に彼女が亡くなると同じ墓に葬られた。（19世紀になって2人の遺体はペール・ラシェーズ墓地に改葬されたという。）

## 思想・著作
アベラールは普遍論争では唯名論者に位置づけられる。普遍論争はもともと普遍は実在するか（実在論）、名目だけのものか（唯名論）を巡って行われたもので、普遍は実在しないとする唯名論を突き詰めてゆけば、教会（カトリック=普遍）、ひいては神を否定する思想にもつながりかねない。アベラールの三位一体論の思想は異端視されたが、唯名論としては折衷的、穏健なものであり、神の意志の中に普遍は存在するとしていた。アベラールの思想はやがてスコラ学の基礎となり、トマス・アクィナス（実在論者とされる）により大成された。
アベラールの主な著作は以下のようなものである。
- 『然りと否』
- 『哲学者、ユダヤ人、キリスト教徒の対話』

### 日本語訳
- 『アベラールとエロイーズ』 沓掛良彦・横山安由美訳、岩波文庫、2009年（旧版は畠中尚志訳） 
二人の往復書簡集の体裁を取る。第一書簡は1132年頃（サン・ジルダ修道院長時代）にアベラールから友人あてに書かれた。内容は自己の生涯を振り返るものでエロイーズとの恋の話も含む（これが『災厄の記』"Historia Calamitatum" か）。これをエロイーズが読み、長い間音信がないことを切々と訴える第二書簡が書かれた。第二書簡から第五書簡までは「愛の書簡」ともいわれ、以後はアベラールがエロイーズの信仰を励ます内容に移り、「教導の書簡」ともいわれる。
- 『ポルピュリオス註釈』、『然りと否』、『倫理学』 - 『前期スコラ学 中世思想原典集成 第7巻』（上智大学中世思想研究所編、平凡社、1996年）に収録

## 伝記研究
- 『エロイーズとアベラール』 叢書・ウニベルシタス 法政大学出版局、2004年
マリアテレーザ・フマガッリ＝ベオニオ＝ブロッキエーリ／伊藤博明、白崎容子、石岡ひろみ訳
- E・ジルソン 『アベラールとエロイーズ』 中村弓子訳、みすず書房、1987年